# ملکه فریده
ملکه فریده (عربی مصری: الملکه فریده، عربی: الملکة فریدة؛ ۵ سپتامبر ۱۹۲۱ – ۱۶ اکتبر ۱۹۸۸)؛ با نام اصلی صافیناز ذوالفقار (عربی مصری: صافیناز ذو الفقار)، اولین همسر ملک فاروق بود. او نزدیک به یازده سال شهبانوی مصر بود.
فریده در ۵ سپتامبر ۱۹۲۱ در یک خانواده اشرافی ترک‌تبار مصری در جناکلیس اسکندریه به دنیا آمد. پدرش، قاضی یوسف ذوالفقار پاشا، معاون رئیس دادگاه تجدید نظر اسکندریه بود. خاندانش از مصریان چرکس؛ پدربزرگِ مادریِ وی، محمد سعید پاشا، از ترک‌های آناتولی و خواهرزادهٔ هنرمند مشهور، محمود سعید بود. تحصیلات ابتدایی و اولیه را تحت آموزش راهبه‌های فرانسوی و در اسکندریه، سپری کرد. مادرش زینب سعید، ندیمهٔ مخصوص ملکه نازلی بود.
وی به تشویق پسرخاله‌اش محمود سعید به نقاشی مشغول شد.

## ازدواج و جدایی
فریده و ملک فاروق برای نخستین بار، در یک سفر سلطنتی به لندن در سال ۱۹۳۷ میلادی، یکدیگر را ملاقات کردند.
او با ملک فاروق در ۲۰ ژانویه ۱۹۳۸ در کاخ قبه ازدواج کرد. حاصل این ازدواج سه دختر بود. پس از تولد سومین دختر، فاروق او را در ۱۹ نوامبر ۱۹۴۸ طلاق داد. سرپرستی دو دختر بزرگتر را فاروق بر عهده گرفت و سرپرستی جوان‌ترین دختر را فریده عهده‌دار شد.

### فرزندان
- شاهدخت فریال (۱۹۳۸–۲۰۰۹).
- شاهدخت فوزیه (۱۹۴۰–۲۰۰۵).
- شاهدخت فادیه (۱۹۴۳–۲۰۰۲).

## مرگ

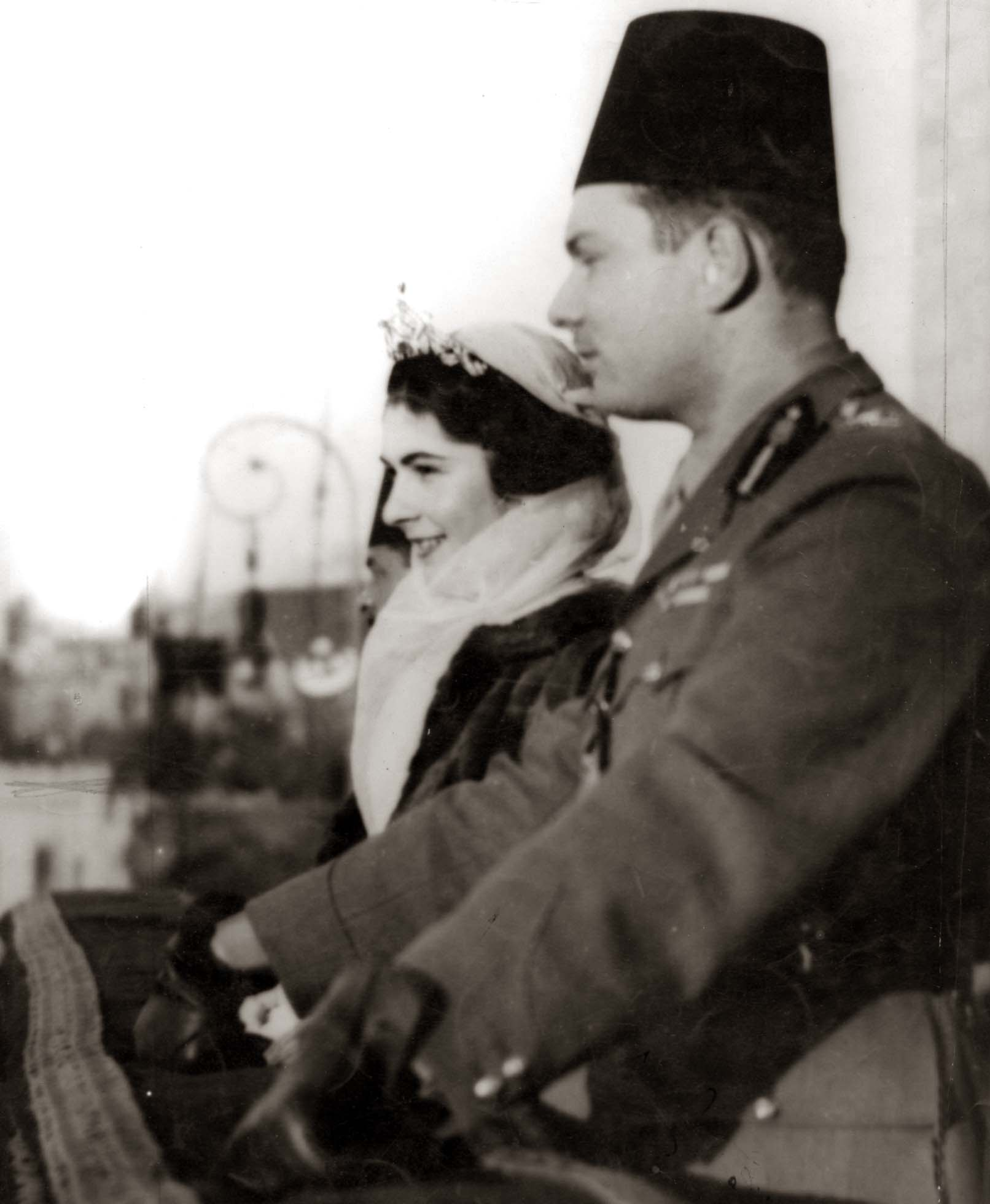
پادشاه فاروق و ملکه فریده در بالکن سلطنتی کاخ عبدین برای تماشای نمایشی که توسط راهنمایان دختر در میدان عبدین در جشن عروسی سلطنتی برگزار شد، ایستاده اند

فریده به دلیل ابتلا به چندین بیماری، از جمله سرطان خون، سینه‌پهلو و هپاتیت در سپتامبر ۱۹۸۸ میلادی در بیمارستان بستری شد. در ۲ اکتبر همان سال تحت مراقبت‌های ویژه قرار گرفت و پس از آن، به کما رفت. او در ۱۶ اکتبر ۱۹۸۸، در سن ۶۷ سالگی در قاهره بر اثر سرطان خون درگذشت.

## نگارخانه

هدایای عروسی ملکه فریده
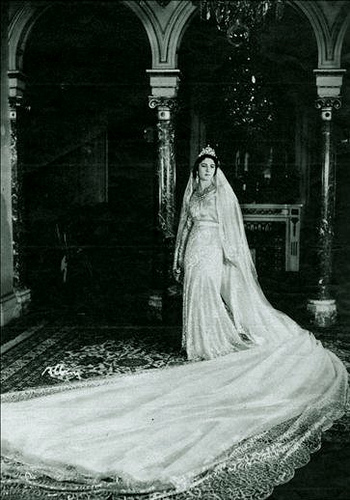
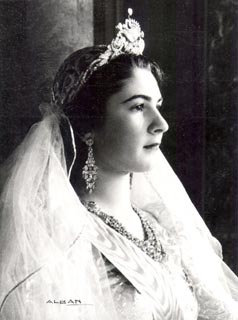
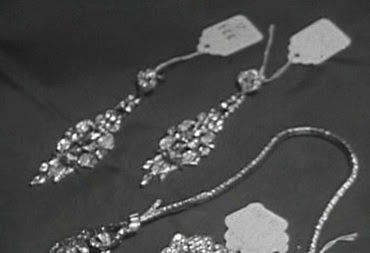
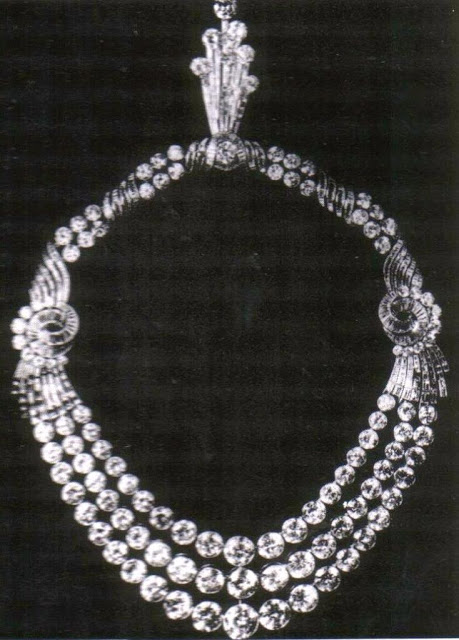
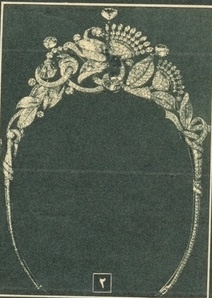

نگارخانه
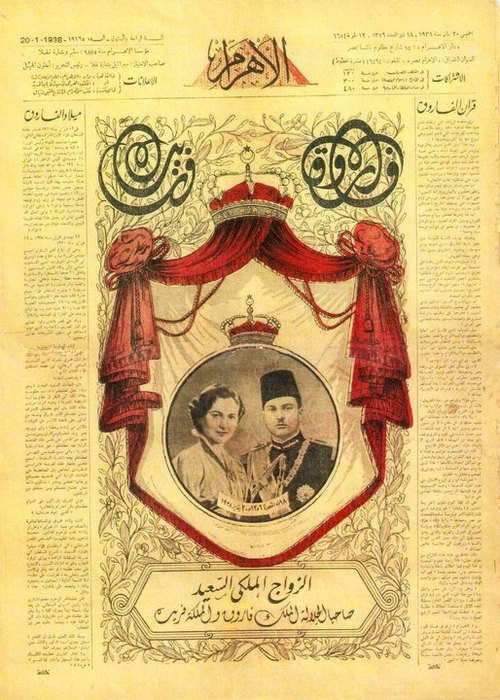
خبر ازدواج سلطنتی در صفحه اول روزنامه الاهرام
(از چپ) فوزیه، محمدرضا پهلوی، و ملکه فریده همسر ملک فاروق